# رستم و تهمینه
داستان رستم و تهمینه یک داستان عاشقانه از شاهنامه، کتاب حماسی ایرانیان است. این داستان روایت عشق رستم پسر زال و تهمینه دختر پادشاه سمنگان است.

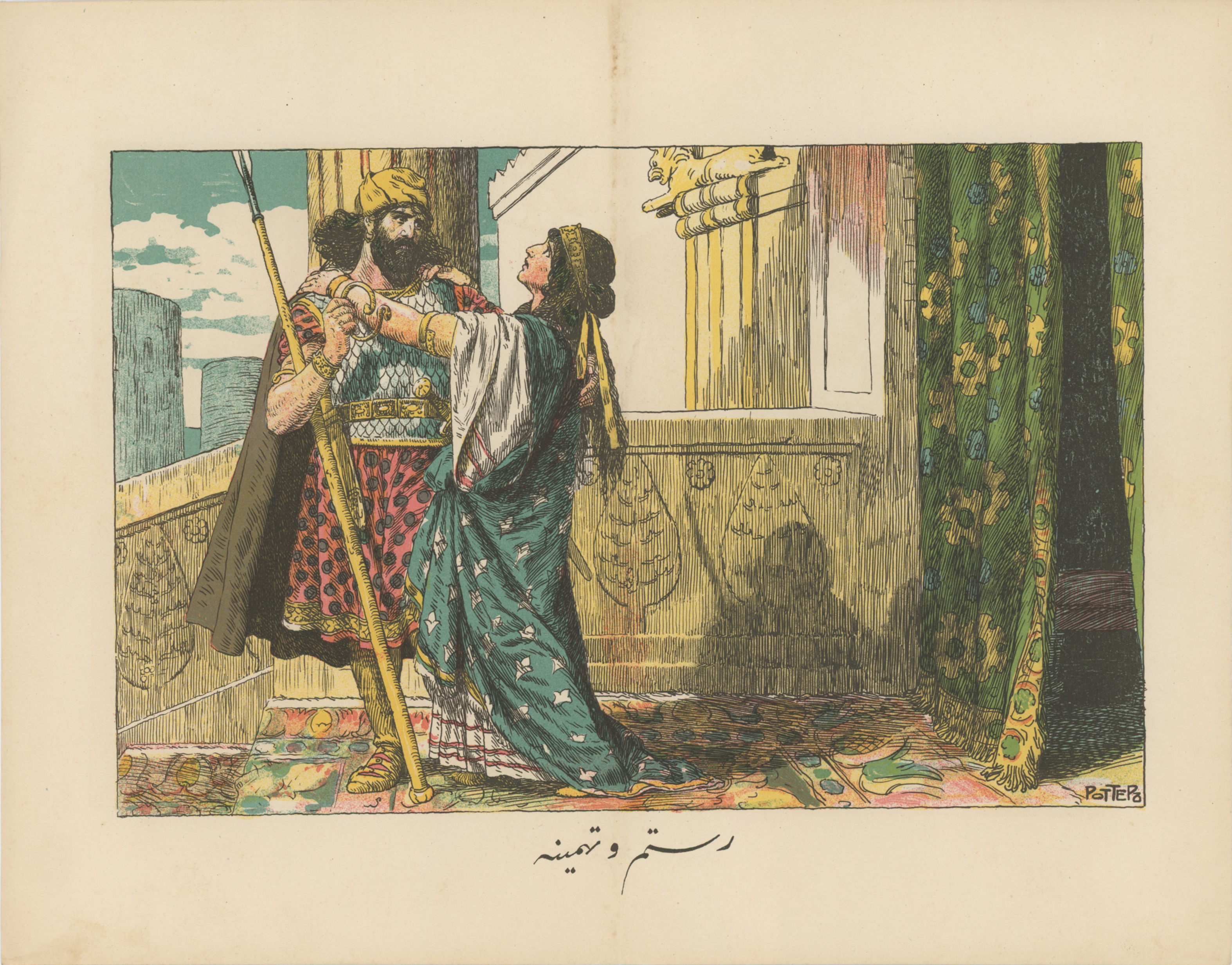
رستم دستبند خود را به تهمینه می‌گذارد. جوزف روتر، تفلیس

## داستان
فردوسی، دربارهٔ شروع عشق رستم و تهمینه چنین می‌سراید، که روزی رستم برای نخجیر به مرز سمنگان رسید، گوری را شکار کباب کرده و خورد، آنگاه رخش را در بیشه‌زار رها بخواب و استراحت پرداخت. عده‌ای از سواران ترک در آن شکارگاه رخش را بی‌صاحب یافته آن را با خود به سمنگان بردند. رستم که از خواب برخاست به اطراف نظر افکند، رخش را ندید دلگیر شد به ناچار از جای بلند شد زین را کول کرده پی اسب را گرفته به شهر سمنگان رسید:
| چو نزدیک شهر سمنگان رسید |  | خبر زو به شاه و بزرگان رسید |

تنی چند از اهالی سمنگان ورود رستم دستان را به شاه سمنگان خبر می‌دهند، مرزبان سمنگان به محض آگهی با چند تن از خاصان و بزرگان به استقبال رستم آمده او را با احترام به ارگ دعوت و به افتخار او بزم شایسته‌ای برپا می‌کنند. رستم از گم شدن رخش اظهار نگرانی می‌کند، شاه سمنگان و اعیان آن جا به رستم اطمینان می‌دهند رخش پیدا خواهد شد نگران نباشد. تهمتن شاد گردیده، تا پاسی از شب به می‌گساری پرداخت سپس در بستری که برایش آماده شده بود به خواب رفت ولی در امتداد شب مهمان ناخوانده بر او وارد می‌شود:
| یکی بنده شمعی معنبر به دست |  | خرامان بیامد به بالین مست       |
| پس پرده اندر یکی ماهروی    |  | چو خورشید تابان پر از رنگ و بوی |
| دو ابروکمان و دو گیسو کمند |  | به بالا به کردار سرو بلند       |
| روانش خرد بود و تن جانِ پاک |  | تو گفتی که بهره ندارد ز خاک     |

### آمدن تهمینه به نزد رستم
چون پاسی از شب گذشت و رستم بخواب فرورفت در اتاق به آرامی باز شد و تهمینه با شمعی در دست آهسته بر بالین مست آمد، رستم از خواب بیدار گشت خیره به تهمینه نگریست و نام و سبب مراجعه او را در آن موقع نابه‌هنگام پرسید که در جواب شنید: من دختر شاه سمنگان از پشت شیران و پلنگان هستم که در جهان جفتی لایق من نیست، از تو افسانه‌ها شنیده‌ام که هیچ ترسی از شیر و نهنگ و پلنگ نداری، شب تیره تنها به مرز توران شدی از تفحص در آن مرز هیچ هراسی در دل نداری، گوری را به تنهایی بریان کرده می‌خوری، چون اینگونه آوازه تو را شنیدم به پیشت آمده‌ام:
| چنین داد پاسخ که تهمینه ام |  | تو گویی که از غم به دو نیمه‌ام |
| یکی دخت شاه سمنگان منم     |  | ز پشت هژبر و پلنگان منم       |

رستم که از زیبایی تهمینه خیره مانده بود، نام یزدان جهان آفرین را بخواند و آن نیک رو آهسته پهلوی رستم نشست. چون رستم پری‌چهره را بر آنگونه دید که از هر دانشی نزد او بهرهٔ است هیچ فرجامی جز فرّهی ندید، گفت باید موبدی حاضر گشته تا از شاه بخواهد تو را به عقد من درآورد و تهمینه از پیشنهاد او بسیار شاد شد:
| به گیتی ز شاهان مرا جفت نیست |  | چو من زیر چرخ کبود اندکیست |
| کس از پرده بیرون ندیده مرا   |  | نه هرگز کس آوا شنیدی مرا   |

تهمینه در ادامه می‌گوید چون وصف پهلوانی تو را شنیدم ندیده عاشق تو گشته‌ام و بدان که من عقلم را فدای عشق تو کرده‌ام و از خدای جهان آرزو دارم از تو فرزندی به من عطا فرماید که مانند تو باشد، از این گذشته من آمده‌ام که خبر یافتن رخش را نیز به تو بدهم. تهمتن چون سخنان تهمینه را شنید، همان شب او را به عقد خویش درآورد. شاه سمنگان از این وصلت بسیار شادمان شد و بزرگان و اکابر سمنگان همه به رستم تبریک گفتند و جشن بزرگی به افتخار عروس و داماد برپا کردند.
نـُـه ماه پس از آن شب وصل، سهراب یل چشم به جهان گشود.
وقتی سهراب بزرگ شد تصمیم گرفت کی‌کاووس را سرنگون کند و پدر خود را بر تخت ایران بنشاند، اما در اثر دسیسه‌های افراسیاب ناخودآگاه در مقابل پدر خود ایستاد و به دست او کشته شد.

### شخصیت پردازی رستم توسط تهمینه

#### شخصیت پردازی رستم اثر تهمینه، ترجمه یورگن اهلرز
«من داستان‌های زیادی در مورد شما شنیده‌ام که شبیه افسانه‌ها بود؛ بنابراین می‌دانم: تو از دیو و شیر و پلنگ و تمساح نمی‌ترسی و دستی قوی با چنگال‌های تیز داری. در شب تاریک، دلیرانه و بدون خستگی تنها به توران، به این مرز آمدی. به تنهایی الاغ وحشی را کباب می‌کنی و با شمشیر تیزت هوا را به گریه می‌اندازی. چماق را که در دست تو می‌بینند، دل شیرها پاره می‌شود و پوست پلنگ‌ها پاره می‌شود. عقاب وقتی شمشیر برهنه تو را می‌بیند دیگر جرئت شکار بازی را ندارد. شیر آثار کمند تو را دارد و ابر از ترس نیزه تو خون می‌بارد. وقتی چنین گزارش‌هایی را در مورد شما شنیدم، شگفت زده شدم و از تحسین شما لبریز شدم.
آرزوی بدن، بازوها و شانه‌هایت را داشتم و حالا خدا تو را در این شهر گذاشته است. اگر مرا می‌خواهی، الان مال تو هستم.»
مثل افسانه‌ای معجزه آسا که از هر دهانی شنیدم، در هر ساعت، در هر مکان، این خبر را شنیدم که
چگونه اینقدر شجاع هستید و
از ببر، فیل، تمساح و لئو نمی‌ترسید.
تو تنها با قدرتت از ایران محافظت می‌کنی،
و توران می‌لرزد وقتی میل نیزه‌ات حرکت می‌کند.
شما شبها تنها سوار توران می‌شوید
و در آنجا پرسه می‌زنید و تنها آنجا می‌خوابید.
من با چنین اطلاعاتی با شایعه آشنا بودم.
خیلی وقت بود می‌خواستم ببینمت امروز دیدمت
اگر من را به عنوان یک زن می‌خواهید، من همسر شما هستم.
هیچ پرتوی از ماه یا خورشید هرگز به این جسم نرسیده است.
من عمیقاً در پوشش رشته‌ام بزرگ شدم.
این آرزو افسار عقل را از من گرفت: از
خدا می‌خواهم جوانه ای از تو بیاورد
که روزی به اندازه تو بر این قلعه حکومت کند.
اینک ای پهلوان این قلعه را برایت جهیزیه می‌آورم آنگاه رستم اسبت را
به عنوان هدیه صبحگاهی می‌آورم.
ازدواج رستم و تهمینه
پدر تهمینه با پیوند رستم و دخترش موافق است:
او در شب دست دخترش را به شوالیه داد. و با انتشار این خبر، شادی در شهر و روستا بود.[…]
رستم پس از یک شب شادی کوتاه که صبح شد،
از بازوی تهمینه جدا شد و در حالی که
گردنبند طلایی از بازوی او برداشت،[…]
آن را به او داد و گفت: عروس جان! درست است!
اگر ستارگان دختری را برای شما آورد،
پس این گردنبند طلا را بردارید و در موهایش بگذارید![…]
اما اگر ستارگان به شما پسری دادند،
علامت را همان‌طور که من می‌پوشیدم بر بازوی او ببندید.[…]

۹ ماه پس از این از تهمتن گذشتند، زمانی که او پسری مانند ماه به دنیا آورد.